# Gloria Majiga-Kamoto
Gloria Majiga-Kamoto, née vers 1991, est une militante environnementale malawite.
Elle a reçu le prix Goldman pour l'environnement pour l'Afrique 2021, en reconnaissance de son travail de plaidoyer pour l'application d'une interdiction nationale sur l'importation et la distribution de plastiques à usage unique au Malawi, en 2019,.

## Contexte et éducation
Gloria Majiga-Kamoto naît au Malawi vers 1991. Elle fréquente les écoles élémentaires et secondaires du Malawi. Elle est titulaire d'une licence de l'université du Malawi. Elle s'inscrit au programme de maîtrise en droit de l'université de Londres grâce à une bourse du Canon Collins Educational & Legal Assistance Trust.

## Carrière
Après avoir terminé ses études de premier cycle, Gloria Majiga-Kamoto est embauchée par le Center for Environmental Policy and Advocacy (CEPA), une organisation non gouvernementale basée à Limbe, une banlieue de Blantyre, la capitale financière du Malawi.
Elle est chargée du « Sustainable Agriculture Lead Farmer Project » [Projet d'agriculteur principal pour l'agriculture durable] qui comprenait un programme de « transmission » pour chèvres et autres animaux d'élevage. Le programme fait don d'une chèvre à un agriculteur. Lorsque cette femelle produit un chevreau, le fermier transmet la chèvre au fermier suivant et ainsi de suite, jusqu'à ce que tous les fermiers de la cohorte aient des chèvres.
Cependant, le programme n'avance pas comme prévu. Certains agriculteurs perdent leurs chèvres parce qu'elles ont ingéré des déchets plastiques éparpillés dans la campagne du Malawi et meurent d'une occlusion intestinale,.

## Activisme
Le Malawi a adopté une loi en 2015 qui interdit l'importation, la fabrication et la distribution de plastique à usage unique. Cependant, cette loi n'était pas appliquée. Les tentatives de Gloria Majiga-Kamoto et de ses collègues écologistes de tenir un dialogue civil avec les fabricants de plastique au Malawi sont repoussées. En 2016, les fabricants de plastique malawites produisaient 75 000 tonnes de plastique par an. De ce nombre, 80 pour cent étaient à usage unique, ce qui est difficile à recycler. Les déchets plastiques obstruaient les cours d'eau et, lorsqu'ils étaient consommés par le bétail, tuaient certains animaux,.
L'association des fabricants de plastique poursuit le gouvernement, contestant l'interdiction du plastique à usage unique et gagnent devant les tribunaux inférieurs, mais l'affaire est portée en appel devant la Cour suprême du pays. Gloria Majiga-Kamoto et ses collègues écologistes organisent des manifestations publiques pour mettre en évidence le "problème du plastique" dans le pays. Une étude commandée par le gouvernement du Malawi montre que le pays produit plus de déchets plastiques par habitant que tout autre pays d'Afrique subsaharienne,.
Sur une période de cinq ans, l'affaire est portée devant la Cour suprême du Malawi. En juillet 2019, la Cour suprême statue que la fabrication, la commercialisation, la vente et l'utilisation de plastique à usage unique (60 microns ou moins) sont illégales au Malawi. Depuis 2019, trois usines ont été fermées et la quatrième a vu ses équipements de fabrication mis en fourrière,. 